# Хенцешть (комуна)
Хенцешть, Хенцешті (рум. Hănțești) — комуна у повіті Сучава в Румунії. До складу комуни входять такі села (дані про населення за 2002 рік):
- Арцарі (13 осіб)
- Берешть (656 осіб)
- Хенцешть (3053 особи)

Комуна розташована на відстані 368 км на північ від Бухареста, 13 км на північний схід від Сучави, 113 км на північний захід від Ясс.

## Населення
У 2009 року у комуні проживала 3981 особа.